# HD 195843
HD 195843，又名CD-3018013，SAO 212249、HR 7856，是一颗恒星，视星等为6.4，位于銀經13.08，銀緯-34.44，其B1900.0坐标为赤經20h 28m 37.4s，赤緯-30° -34.44′ 55″。